# Лорд Волдеморт
Лорд Во́лдеморт (англ. Lord Voldemort), уроджений Том Ярволод Редл (англ. Tom Marvolo Riddle — Том Марволо Ріддл; 31 грудня 1926 — 2 травня 1998) — літературний персонаж серії книг про Гаррі Поттера, темний чарівник, що володіє величезною магічною силою і практично досяг безсмертя за допомогою чорної магії, завдяки створенню горокраксів, ворог Гаррі Поттера.
Лорд Волдеморт з'являється в п'яти з семи книг (безпосередньо з Гаррі він зустрічається в першій, другій, четвертій, п'ятій і сьомій книгах), а у фільмах його грають Річард Бреммер, Крістіан Коулсон, Гіро Файнс-Тіффін та Рейф Файнс.
Волдеморта у світі чарівників бояться настільки, що навіть імені його, як правило, не вимовляють. Більшість героїв називає його «Відомо-Хто» або «Той-Кого-Не-Можна-Називати», а Смертежери називають його «Темний Лорд» (як і Сивіла Трелоні в пророцтві). Сам Гаррі Поттер ніколи не боявся вимовляти його ім'я, з часом, з деяким побоюванням, з нього беруть приклад Герміона Ґрейнджер і Джіні Візлі. Деякі члени Ордена Фенікса, наприклад, Албус Дамблдор, Сіріус Блек і Ремус Люпин завжди, без будь-яких коливань, називали повне ім'я Волдеморта. В сьомій частині (Гаррі Поттер і Смертельні Реліквії) Міністерство магії забороняє вимовляти ім'я Волдеморта: на ім'я накладають закляття (Табу), яке відстежує розташування того, хто його вимовить.

## Ім'я
Ім'я «Волдеморт» походить від французького: Vol-De-Mort — «політ смерті». Джоан Ролінґ доволі добре знає французьку і підробляла приватними уроками.
Оскільки ім'я «Волдеморт» він отримав з букв свого справжнього імені, воно є анаграмою імені «Том Ярволод Редл» (при перестановці букв виходить «Я Лорд Волдеморт», що в оригіналі виглядає як «Tom Marvolo Riddle → I am Lord Voldemort»). При цьому значення англійського слова riddle (загадка, головоломка, таємниця) при перекладі прізвища втрачено, але анаграма імені збережена.

## Зовнішній вигляд та характер
Згідно з описом, у Волдеморта дуже бліда шкіра, біле як крейда і схоже на череп обличчя, ніздрі як у змії, червоні очі зі зміїними зіницями, високе, тонке скелетоподібне тіло і довгі тонкі руки з неприродно довгими пальцями. Вмираючи при пологах, Меропа Ґонт згадувала батька своєї дитини — вона хотіла, щоб син був схожий на нього. Місс Коул вважала, що її бажання розумне — оскільки сама Меропа красунею не була. Волдеморт не тільки мав ім'я свого батька-маґла, але і був дуже схожий на нього зовні. Під час навчання в Гоґвортсі він був описаний як дуже привабливий молодик із запалими щоками, аристократичною поставою, темними очима і чорним волоссям. Значні зміни у зовнішності, як вважають чарівники, відбулися унаслідок використовування Волдемортом дуже тяжкої темної магії.
Як вважає Гаррі, Волдеморт ненавидить маґлів і нечистокровних чарівників. Ймовірно, це ознака ненависті до себе самого, оскільки сам Волдеморт — нечистокровний чарівник. Тому Редл убив свого батька і його батьків та змінив своє ім'я, перейшовши за анаграмою від імені «Том Ярволод Редл» до «Лорд Волдеморт», мабуть, психологічно відмовляючись таким чином від свого походження.
Волдеморт просунувся у вивченні магії, можливо, глибше, ніж будь-хто з сучасних чарівників. Але в чотирьох, як мінімум, випадках, за його словами, він не зміг пригадати вчасно про потрібні речі — про лікувальну дію сліз фенікса, що плакав над Гаррі в Таємній кімнаті, про силу стародавньої магії, пов'язаної з любов'ю і самопожертвою (речі, яких він, на думку Дамблдора, не міг зрозуміти) і також про силу стародавньої магії, пов'язаної з тим, що частинка його душі знаходиться в Гаррі Поттері.
Між Томом Редлом і Гаррі Поттером можна помітити багато спільного — обоє сироти, які росли серед маґлів не в найприємніших умовах, поки не були прийняті в Гоґвортс, який обидва стали вважати своїм домом. У обох персонажів чорне волосся, тонкі риси обличчя і здатність розмовляти зі зміями. Проте, величезна різниця між ними ілюструє одну з ідей серії, виказану Дамблдором, про те, що «те ким ми є насправді, набагато більше залежить не від наших здібностей, а від нашого вибору». З п'ятої книги ми дізнаємось, що згідно з пророцтвом «…разом їм жити не судилося».
Автор серії книг про Гаррі Поттера, Джоан Кетлін Ролінґ, припустила, що головний страх Волдеморта — «принизлива смерть», а його ховчиком буде мляве тіло (ховчик — магічна істота, що набуває різної форми залежно від того, чого найбільше боїться людина, яка знаходиться поряд). В дзеркалі Яцрес він би побачив себе всемогутнім і безсмертним, що за властивостями цього дзеркала відповідає його найбільшому бажанню. Дамблдор припускав, що Волдеморт таємно боїться мертвих тіл і темряви, втім, за його словами, «в таких випадках ми боїмося лише невідомості». Як з'ясувалося, під час битви в Міністерстві Магії, Волдеморт не може зрозуміти, що бувають речі гірші за смерть.
Що стосується особистих якостей, Волдеморта можна назвати обережним, кмітливим і спокійним стратегом. На четвертому і п'ятому році навчання Гаррі Поттера в Гоґвортсі Волдеморт планував тривалі, розраховані на цілий рік операції: перша була пов'язана з його поверненням в людське тіло, друга — з вторгненням у Відділ Таємниць Міністерства Магії.

## Походження
Волдеморт — нащадок власника воскресального каменя Кадмуса Певерелла, тобто він родич Гаррі Поттера (нащадка брата Кадмуса Ігнотуса Певерелла — власника мантії-невидимки). Крім того, він нащадок одного з творців Гоґвортса — Салазара Слизерина. Том Редл є напівкровкою, але ретельно це приховує — його батько, Том Редл-старший, був маґлом.
Ярволод Ґонт (дідусь Волдеморта) мешкав зі своїми дітьми Морфіном та Меропою в селищі Малий Генґелтон. Його родина була останньою з роду Салазара Слизерина. Тому Ґонти підтримували ідею чистоти крові, погано ставилися до маґлів.
Мати Волдеморта — Меропу — авторка описує в шостій книжці про Гаррі Поттера, коли Дамблдор та Гаррі Поттер мандрували життям Волдеморта за допомогою сита спогадів («Гаррі Поттер і Напівкровний Принц»):

«…дівчина в обшарпаній сукні, що своїм кольором нагадувала брудну кам'яну стіну в неї за спиною… Волосся в неї було пряме й темне, а лице простувате, бліде, з грубими рисами. Очі, як і в брата, були зизуваті. Дівчина здавалася трохи охайнішою за чоловіків [батька Ярволодд та брата Морфіна], але Гаррі ще ніколи не бачив такої побитої життям людини.»

Ярволода Ґонта та Морфіна було заарештовано. Під час їхнього перебування в Азкабані, Меропа, яку в родині вважали сквибкою, нарешті проявила свої магічні здібності і за допомогою любовного зілля «закохала» в себе панського сина, маґла Тома Редла-старшого. Під дією цих чарів він втік зі своєю новою нареченою.
Таким чином, коли Ярволод повернувся додому з в'язниці, то не знайшов там дочки, і дізнавшись із ким вона втекла, забув про її існування.
Тим часом, коли шлюбу Тома Редла та Меропи був майже рік, Меропа не захотіла більше обманювати чоловіка та припинила давати йому любовне зілля, сподіваючись, що він і так лишиться закоханим у неї. Але цього не сталося. Том Редл покинув свою вагітну дружину, повернувся до родинного маєтку та розповідав, що Меропа «обкрутила» його, «обвела довкруг пальця».
Меропа померла під час пологів. Таким чином, її син, Том Редл, потрапив до сиротинця.

## Магічні здібності

### Дитинство

Том Редл у сиротинці (фільм «Гаррі Поттер і Напівкровний Принц»)

Судячи зі спогадів Дамблдора, в яких Гаррі побував на шостому році свого навчання в Гоґвортсі, Волдеморт із самого дитинства демонстрував видатні магічні здібності. Меропа Ґонт народила свого сина в стінах притулку, в якому після її раптової смерті і виховувався хлопчик, який з дитинства відрізнявся від інших дітей. «Знаєте, він майже не плакав», — говорить місс Коул Дамблдору, що приніс Тому лист з Гоґвортса. Коли Редлу ще не виповнилося одинадцяти років (тоді він ще не знав про те, що він чарівник), він цілком свідомо експериментував з магією, не знаючи, що це магія. Він умів рухати предмети, не торкаючись до них, а також керувати тваринами без попереднього дресування і створювати неприємні ситуації для дітей з притулку, які його дратували. Тому Редл був готовий прийняти новину про те, що він чарівник. «Я знав, що я ОСОБЛИВИЙ», — сказав він Дамблдору, перебуваючи в стані щасливого збудження. Йому не потрібні були друзі і він сприймав інших дітей у Притулку швидше як об'єкти маніпуляції, вже в такому юному віці звикнувши бути господарем ситуації. Однією з особливостей поведінки Тома Редла є пристрасть до колекціонування своєрідних сувенірів на згадку про випадки особливо неприємного для оточення прояву своїх магічних здібностей. Ця звичка згодом трансформується в створення колекції горокраксів. Горокраксами у випадку з Волдемортом стануть речі, що належали найвидатнішим чарівникам, у тому числі і йому самому (Наджіні). Саме в них за допомогою складного заклинання Темний Лорд стане ув'язнювати частини своєї душі.

### Навчання в Гоґвортсі
В Гоґвортсі Том Редл був найкращим учнем, і вчителі відзначали його обдарованість і прагнення до знань. Під час навчання у Гоґвортсі Томові вперше вдалося відкрити Таємну кімнату і випустити Василіска, який став причиною смерті Плаксивої Мірти. Проте, коли з'явилася загроза закриття школи, Том знайшов «винного» — третьокурсника Рубеуса Геґріда, що захоплювався різними небезпечними тваринами, і Геґріда виключили з Гоґвортса. Входив до Слизоклубу.
Також під час навчання в Гоґвортсі Том зібрав навколо себе групу однодумців, які стали попередниками Смертежерів. Тоді ж він і придумав собі нове прізвисько замість імені, яким його назвала мати: Лорд Волдеморт.

### Вміння літати
Після свого повернення у власне тіло Темний Лорд набув здатності літати, не застосовуючи ніяких магічних предметів (чарівних паличок, зілля і т. ін.). Доказом служить те, що, втративши позичену паличку прямо в польоті, він не впав каменем на землю, а зажадав у підлеглих дати йому іншу паличку, при цьому чудово продовжуючи левітувати.

### Знання Виманології
Волдеморт знаний як найсильніший з виманологів світу — тобто він краще інших уміє проникати в чужі думки і пам'ять. За допомогою виманології Волдеморт майже завжди може визначити, чи брешуть йому. Виманологи бачать у свідомості інших емоції і обривки спогадів, які можуть суперечити словам, сказаними людиною. Протистояти виманології можна тільки за допомогою спеціальної методики захисту своїх думок — блокології, якою Волдеморт також володіє. Можливо, єдиним, хто міг не допускати Волдеморта в свої думки, був Северус Снейп.
Проте, використання виманології до Гаррі Поттера завдає йому жахливого болю. Можливо, причина цьому — зіткнення, ураженої темною магією і численними вбивствами, душі Волдеморта з душею Гаррі протилежною Волдемортовій (в цьому випадку немає великої різниці між розумом і душею, як в шостій частині говорив Дамблдор.)

### Парселмова
Також Волдеморт уміє розмовляти зі зміями — він парселмовець (англ. parseltongue). Ця здатність дісталася йому в спадок від Салазара Слизерина, чарівники традиційно пов'язують це уміння з схильністю до темної магії. Володіння парселмовою передалося також Гаррі Поттеру після невдалої спроби Волдеморта убити його, коли частина душі Волдеморта стала частиною душі Гаррі Поттера.

### Горокракси

Том Редл у спогадах Горація Слизорога (кадр із фільму «Гаррі Поттер і Напівкровний Принц»)

Відомо, що Волдеморт — один з дуже небагатьох темних чаклунів, що зважилися і зуміли створити горокракси. Це частини душі, відокремлені і заховані темним чаклуном для того, щоб фактом їхнього існування забезпечити собі безсмертя. Горокракси можна створити, тільки убивши іншу людину. Дамблдор вважає, що Волдеморт — єдиний чаклун в історії, який коли-небудь створював більше ніж один Горокракс. Згідно з припущенням Дамблдора, Волдеморт планував розчленувати свою душу на 7 частин, і встиг до свого першого падіння свідомо розчленувати тільки на 5: 5-й горокракс він збирався зробити, убивши Гаррі. Після відродження він зробив ще один горокракс — Наджіні. Насправді Лорд Волдеморт розділив душу на 7 частин, зробивши несвідомо 7-й горокракс Гаррі Поттера:
- Щоденник Тома Редла
- Чаша Гельґи Гафелпаф (Helga Hufflepuff)
- Перстень Ярволода Ґонта з гербом Певерелів
- Медальйон Салазара Слизерина (Salasar Slytherin)
- Діадема Ровени Рейвенклов (Rowena Ravenclaw)
- Наджіні
- Гаррі Поттер

Восьма частина душі була в його тілі. Це та частина душі, яка 13 років вела примарний спосіб життя.
Саме ці численні розчленування, на думку Дамблдора, є головною причиною фізичної і моральної потворності Волдеморта. В передостанній книзі Дамблдор описує зміни, що відбувалися з Томом Редлом у міру збільшення кількості горокраксів — Том ставав все відчуженішою і неживою людиною. Дамблдор думав, що Том Редл збирався залишити частину горокраксів в Гоґвортсі, виходячи з припущення, що той залишав горокракси в місцях особливих досягнень (перший тріумф в магії, вбивство першої людини, перший справжній дім тощо)

### Дуелі
Волдеморт вміло діє в дуелях. Заклинання і контрзаклинания, перетворення направлених проти нього об'єктів в інші, переміщення в просторі — такі дії він виконує за лічені секунди. Волдеморт, на думку багато кого, найсильніший темний маг на Землі. Вважається, що за рівнем володіння магією він може порівнятися тільки з Албусом Дамблдором. Сам Дамблдор стверджував, що найскладніші його заклинання виявляться марними, якщо Волдеморт повернеться до своєї колишньої могутності. Проте причиною його головних і можливо єдиних поразок є його непроінформованість в найстарішій магії: так, магія любові Лілі Поттер до свого сина врятувала Гаррі і, більше того — на деякий час знищила фізичну оболонку Темного Лорда. Іншим прикладом є заключна битва між Волдемортом і Гаррі Поттером — переможцем з неї виходить Гаррі лише завдяки непроінформованості Темного Лорда про те, що його паличка — Бузинова паличка («жезл Смерті») визнала своїм господарем Гаррі, оскільки він переміг її попереднього господаря (Драко Малфоя), роззброївши його і тим самим підпорядкував її собі.

## Біографія
31 грудня 1926 року в маґлівському притулку народився Том Ярволод Редл. Його матір звали Меропою - чаклунка і нащадок одного із засновників Гоґвортса Салазара Слизерина. Його батько, Том Редл-старший, був маґлом. Він пішов від Меропи, після того, як та перестала давати йому любовне зілля, в надії, що чоловік залишиться з нею і в «тверезому» стані. 
У відчаї Меропа не зробила нічого, щоб вижити і незабаром померла в стражданнях. Проте вона встигла дати дитині ім'я свого чоловіка — Том, і свого батька — Ярволод. Батько дитини, Том Редл-старший, не знав про сина. Том виховувався в притулку.
Всі вважали його дивним. Няня в притулку казала, що коли хлопчик був маленький, ніколи не кричав, а коли підріс, став мучити дітей. Одного разу він убив кролика і сказав, що той зробив це із собою сам. Том відрізнявся від інших. У хлопця почали виявлятися магічні здібності. Після того, як він, більш-менш навчився їх контролювати, почав використовував проти дітей з притулку. Також Том зрозумів, що може розмовляти зі зміями. Він не вважав себе божевільним або дивним, скоріше особливим. І так воно й виявилося.
Влітку, коли Тому було одинадцять років, до нього прийшов професор Дамблдор, який тоді ще викладав в Гоґвортсі трансфігурацію. Дамблдор прийшов повідомити про те, що Том чарівник і що він зарахований до Гоґвортської школи чарів та чаклунства. Том прийняв Дамблдора за професора з психіатричної лікарні. Думав, що няня в притулку викликала його, а тому спершу розмовляв з ним дуже грубо. Дамблдору довелося підпалити за допомогою палички шафу, а потім її згасити, показавши, що речі не згоріли. Це він зробив для того, щоб довести Томові, що не вважає його психом, а заразом і те, що він чарівник. Том на превеликий подив швидко повірив у це. Він взнав де і що йому треба купити і як дістатися до школи, а інше були вже його власні турботи. Йому не була потрібна допомога.
І ось у вересні він приїхав у Гоґвортс. Том не знав, ким були його батьки і хто його предок. Хлопець лише знав, що названий на честь батька. Том думав, що його батько був чарівником, а мати — маґелкою. Проте коли він шукав інформацію про свого батька,  зрозумів, що її нема, а це означало, що його батько — маґл. Тоді він став дізнаватися щось про матір. І так Том зрозумів, що він спадкоємець Слизерина. Юнак дуже добре вчився в Гоґвортсі, був здібним учнем та улюбленцем вчителів.

Крістіан Коулсон в ролі Тома Редла в фільмі Гаррі Поттер і таємна кімната

На п'ятому курсі Тома призначають старостою Слизерина. В кінці цього ж курсу, коли йому було шістнадцять років, він знайшов вхід до таємної кімнати й дізнався, як її відчинити. Він випустив з неї Василіска і організував серію нападів на бруднокровців. Врешті-решт, Василіск випадково убив дівчину на прізвисько Плаксива Мірта (англ. Moaning Myrtle). Після цього випадку Гоґвортс хотіли закрити, але Том не міг допустити цього, адже Замок був його домом. Він знав, що уникнути закриття Гоґвортса можна було лише упіймавши винуватця. Том не хотів повертатися в притулок, адже це місце викликало у нього огиду, так саме, як контакт із маґлами. Тоді він вирішив підставити Геґріда, третьокурсника, який ще на першому році навчання придбав яйце акромантула — величезного павука, що розмовляє — і знав, що павук дотепер живе в нього. Свідченням Тома повірили. Повірили, що це Араґоґ (так звали павука) — чудовисько з таємної кімнати. Йому повірили, незважаючи на те, що Геґрід був з вигляду не надто розумним і тим більше не справляв враження людини, здатної знайти таємну кімнату, адже Гоґвортс обшукували кілька разів і не знайшли її, а тут напіввелетень-третьокурсник знайшов її. Навіть Тому було потрібно п'ять років, щоб дізнатися де вхід і як її відкрити.
Проте, Геґріда виключили і зламали його чарівну паличку, а Араґоґ втік в Заборонений ліс і створив собі потомство з павуків-гігантів.
Після цього Тома нагородили за заслуги перед школою. Його нагороди дотепер стоять в Гоґвортсі. Потім Том здає СОВи і виїжджає на канікули в притулок.
Проте він ще відвідав будинок Ґонтів у малому Генґелтоні, де жив його дядько Морфін Ґонт, сподіваючись застати Ярволода Ґонта, на той час вже покійного. Згодом, керуючись словами Морфіна, він вирушив до будинку, де жив його батько, Том-старший, разом зі своїми батьками. Хлопець убив їх та повернувся до Морфіна Ґонта, брата його матері. Том вкрав у нього перстень Ярволда і змінивши памʼять Морфіна, підставив його у вбивстві. Зробив так, щоб у міністерстві подумали, що це саме Морфін убив Тома Редла-старшого і його батьків. Після цього Морфіна відправили в Азкабан.
На шостому курсі Том вирішив поговорити з головою свого гуртожитку професором Слизорогом. На ньому вже був вкрадений раніше перстень Ярволда. Він запитав Слизорога про горокракси. Хлопця цікавило, що буде, якщо розділити душу на семеро. Восени Том створив свій перший горокракс — щоденник. Він розумів, що не може відкрити кімнату, поки вчиться в школі, а тому створив щоденник-горокракс, як інструкцію до користування таємною кімнатою.
Том пішов на сьомий курс, останній рік навчання в школі. Він найкращий учень школи, ідеальний студент. Йому пророкували велике майбутнє і хороше кар'єрне зростання. Том захоплювався темними мистецтвами. Найближчі його друзі, а швидше обожнювачі — він ніколи не був з ними нарівні — називали його Волдемортом. Ті роки, що Том вчився в школі, були дуже жорстокими для деяких студентів, але Том з першими його послідовниками завжди були якось осторонь. Тільки Дамблдор завжди знав, що відбувається насправді.
В кінці року Том здав НОЧІ і пішов зі школи. Був 1945 рік.
Проте, всупереч очікуванням, після закінчення школи Том зник. Він підробляв в «Борджин і Беркс». Крім цього, багато подорожував, вивчаючи темні мистецтва, занурюючись в їхні тонкощі. Це його захоплювало, втягувало з головою. Том піддався такій кількості різних магічних трансформацій, що його обличчя через роки стало маловпізнанним. Красивий талановитий хлопчик перетворився на жахливу людину з понівеченим обличчям і став найзлішим магом сторіччя, відомим як Лорд Волдеморт. Майже ніхто не знав його справжнього імені.
Він створив ще декілька горокраксів з реліквій засновників Гоґвортса.
На початку сімдесятих Волдеморт почав агітувати людей, шукати прихильників, які підтримали б його ідеї чистої крові. Найближчими його прибічниками стали Смертежери. Багатьох чарівників, які не хотіли добровільно вступати в лави прибічників Темного Лорда, під закляттям «Імперіус» примушували чинити усілякі звірства, такі, як вбивство маґлів. Вони не могли цьому чинити опір.
Вплив Волдеморта збільшився. Він привернув на свій бік велетнів, які вбивали людей. Волдеморт використовував неприязнь чарівного світу до велетнів, пообіцявши, що не стане дискредитувати їх, як інші чарівники.
Щоб позначити будинок, в якому смертежери чинили вбивство, вони використовували «Чорну мітку» — ширяючий в повітрі образ черепа зі змією.
Волдеморт вирішив стати викладачем захисту від темних мистецтв, але Армандо Діпіт йому не дав цю посаду через пораду Дамблдора. Відтоді жоден викладач не затримується на цій посаді понад рік. Є думка, що Волдеморт її прокляв. А тим часом Дамблдор став директором Гоґвортса — одного з небагатьох безпечних місць того часу.
Через декілька років віщунка Сивіла Трелоні робить пророцтво. Волдеморт дізнається про пророцтво від Северуса Снейпа, який його підслуховував. В ньому говориться про хлопчика, який здатний убити його, коли виросте. Тоді Волдеморт вирішує убити його. Під умови пророцтва підходило тільки двоє хлопчиків — Невіл Лонґботом і Гаррі Поттер. І він, налякавшись загрози саме з сторони такого ж напівкровного, як і сам, вирішив, що це Поттер. На Поттерів тим часом наклали закляття Довіри і призначили охоронцем таємниці друга батька Гаррі Пітера Петіґру. Але той зрадив їх. Темний Лорд убив батьків Гаррі, але коли спробував убити самого хлопця, то вийшло так, що він зробив останній, сьомий горокракс, а заклинання відскочило в нього самого. Волдеморта, за його власними словами, видерло з власного тіла, а він сам став слабшим за наймізернішого духа.
Десять років він виживав в лісах Албанії і ще невідомо-де, ховався, поки не зустрів там молодого Квірела і не схилив на свою сторону. Квірел став викладачем захисту від темних мистецтв. Волдеморт вселився в нього і хотів дістати філософський камінь. Але його спроби були невдалими через протидію Гаррі Поттера.
Наступного року щоденник-горокракс, який Том зробив, коли навчався в школі, потрапив в руки одинадцятирічній дівчинці Джіні Візлі. Вона звірялася йому, внаслідок чого стала одержима Волдемортом. Джіні відкрила таємну кімнату і стала напускати Василіска на бруднокровок. Вона не розуміла, що робить, адже нею керував Том. Проте план повернення не вдався, бо Гаррі Поттер убив Василіска і знищив щоденник.
Через рік колишній спільник Волдеморта Пітер Петіґру, що зрадив своїх друзів, повернувся до нього. Повернувся тільки тому, що йому більше нікуди було йти. Його викрили, дізнавшись, що той анімаг. Він допоміг Волдеморту відродитися. І для відродження Темному Лорду була потрібно кров ворога. Тоді Пітер Петіґру узяв кров Гаррі Поттера. Лорд Волдеморт таємно повернувся.
Більшість людей вважала Гаррі, який нібито бачив відродження Темного Лорда, божевільним, як і всіх, хто йому вірив, включно з Дамблдором. Міністерство наполегливо закривало на це очі. Проте Волдеморту довго не вдалося відсидітися в тіні міністерських баталій. В кінці навчального року він з'явився в міністерство і бився там з Дамблдором і Поттером, був знайдений міністром магії Корнеліусом Фаджем. Волдеморт взявся до активніших дій.
Він почав стрімко і цілеспрямовано вбивати всіх, хто міг перешкодити йому прийти до влади. Найгучнішими стали вбивства Амелії Боунз (глави Департаменту виконання магічного законодавства) і Еммеліни Венс, відповідальної за безпеку прем'єр-міністра маґлів. Почалися таємні зникнення. Найвідомішим стало викрадення Олівандера — майстра чарівних паличок. Дементори покинули Азкабан і почали наганяти страх на всю країну. Смертежери почали масові вбивства маґлів. Міністерству Магії ставало все складніше приховувати від маґлівського суспільства правду. Темрява і холод на довгі два роки окутали Британію.
Зрозуміло, після всіх цих подій Корнеліус Фадж не міг залишитися Міністром Магії. Новим Міністром став Руфус Скрімджер, ексголова Відділу Аврорів. Але новий міністр не довго залишався в міністерському кріслі. На весіллі Біла і Флер стало відомо (завдяки Кінґслі Шеклболту), що Скрімджер мертвий. Наступним міністром став Пій Тікнесі, що знаходився під закляттям Імперіус, накладеним смертежером Якслі.
Захоплений ідеєю про непереможну бузинову паличку, наступні пів року Волдеморт витрачає на її пошуки. Він помилково вважає, що причина зв'язку між його і паличкою Гаррі в спорідненості серцевин-пера одного фенікса Фоукса. Зв'язок виявляється в тому, що чарівна паличка Гаррі ставала всемогутньою в битві з Волдемортом, причина цьому - дуель між Гаррі та Волдемортом одразу після відродження останнього&nbsp. Паличка Гаррі перемогла паличку Волдеморта і перейняла від неї деякі заклинання. Саме тому Темний Лорд шукає їй заміну в «найсмертоноснішій і непереможній чарівній паличці, за якою на сторінках історії залишився кривавий слід». В ході пошуків він вбиває другого за могутністю темного чарівника — Ґріндельвальда, замкненого на той час у в'язницю Нурменгард, оскільки той відмовився видати місцеположення бузинової палички. Водночас до пошуків також приступає сам Гаррі, в надії, що ця паличка допоможе йому перемогти Волдеморта. Кінець кінцем, хлопець все ж таки відмовляється від цієї ідеї, а легендарна паличка дістається Волдеморту.
Отримавши її та не знаючи, що вона належить Гаррі Поттеру, Волдеморт спрямовує паличку проти її ж господаря. Відповідно, вона не слухається Темного Лорда і вбиває його. Проте, якби Володеморт атакував Гаррі Поттера своєю звичайною паличкою, не Бузиновою, можливо перемога була б за ним. Позаяк в той момент, Гаррі мав лише паличку Драко Малфоя, яка не була ніяк повʼязана з паличкою Темного Лорда і враховуючи, що закляття Авада Кедавра неможливо відбити.  Однак, для свого відродження Волдеморт взяв кров Гаррі, тому закляття Жертви містилося б і в його тілі, тим самим, захищаючи Гаррі від «Авада Кедавра» і не давши йому померти.